# Reino da Matamba
Reino da Matamba foi um reino pré-colonial africano localizado nas terras da atual Malanje, Angola. O reino localizava-se ao leste do Reino do Congo e da Angola Portuguesa, sendo fundado pela rainha Ana de Sousa Ginga e resistindo com sucesso a colonização portuguesa.

## História

### Origens
A primeira menção documental ao Reino de Matamba é uma referência à homenagem ao rei do Congo, D. Afonso I, em 1530. Em 1535 Afonso mencionou posteriormente Matamba como uma das regiões sobre a qual governou como rei. Não há mais informações sobre a história inicial do reino e as tradições orais modernas não parecem mencionar-lo no estado atual da pesquisa. No entanto, não parece provável que o Congo tivesse mais do que uma presença leve e simbólica em Matamba, e seus governantes eram provavelmente bastante independentes. Matamba, sem dúvida, tinha relações mais estreitas com seu vizinho do sudeste, Dongo, então um reino poderoso, bem como com o Congo.
Em meados do século XVI, Matamba era governada pela rainha Ana de Sousa Ginga, que recebia missionários do Congo, na época já como reino cristão, despachados pelo rei Diogo I (1545–1561). Embora essa rainha tenha recebido os missionários e talvez tenha permitido que pregassem, não há indicação de que o reino se converteu ao cristianismo.
A chegada dos colonos portugueses sob o comando de Paulo Dias de Novais a Luanda em 1575 alterou a situação política, visto que os portugueses se envolveram imediatamente nos assuntos do Dongo e estourou a guerra com o reino em 1579. Embora Matamba tenha desempenhado um pequeno papel nas primeiras guerras , a ameaça de uma vitória portuguesa incitou o governante de Matamaba (provavelmente um rei chamado Cambolo Matamba) a intervir. Ele enviou um exército para ajudar o Dongo contra os portugueses e, com essas forças, os exércitos combinados foram capazes de derrotar e derrotar as forças portuguesas na Batalha de Lukala em 1590.

### Fusão de Matamba e Dongo
Em 1618, o governador português de Angola, Luís Mendes de Vasconcelos, lançou um ataque em larga escala ao Dongo, usando aliados Imbangala recém-adquiridos. Os aliados Imbangala eran soldados mercenários do sul do Rio Cuanza e permitiram que as forças de Mendes de Vasconcelos saqueassem a capital do Dongo e posteriormente todo o país. Durante os dois anos seguintes, o filho de Mendes de Vasconcelos, João, liderou um destacamento de forças portuguesas e imbangala em Matamba, onde causaram grandes estragos. Durante este tempo, o bando de Imbangala de Cassange abandonaram os portugueses e continuaram uma campanha de destruição em Matamba. Milhares de súditos de Matamba foram mortos e outros milhares levados para a América como escravos. É durante este período, por exemplo, que o etnônimo "Matamba" aparece em inventários de escravos na América Espanhola e  números consideráveis.
Dongo continuou a sofrer ataques das forças portuguesas, e em 1624 a Rainha Ginga Ambande assumiu como governante daquele país. Ela continuou a guerra sem sucesso contra Portugal e foi forçada a fugir do país em 1626 e novamente em 1629. Durante sua segunda fuga, Ginga adentrou em Matamba e suas forças derrotaram o exército da governante de Matamba, a Rainha Mwongo Matamba, capturando-a e fazendo-a prisioneira. A partir de pelo menos 1631, Ginga fez de Matamba sua capital, fundindo o reino com o Dongo.

### Reinado de Ginga Ambande

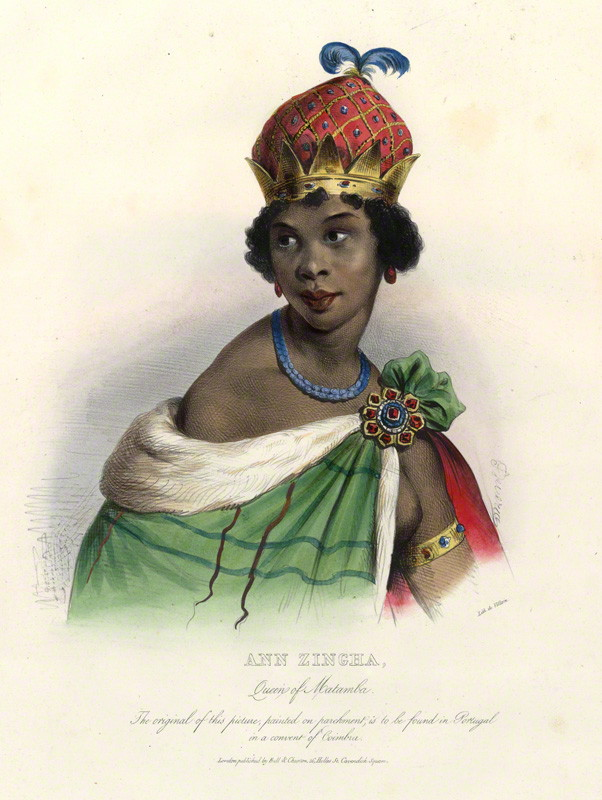
Ana de Sousa Ginga, batizada como Ana de Sousa foi a fundadora do Reino da Matamba.

A Rainha Ginga governou em Matamba de 1631 até sua morte em 1663. Durante este tempo ela integrou o país em seus domínios e milhares de seus ex-súditos que fugiram dos ataques portugueses se restabeleceram com ela estabeleceram lá. Ela fez várias guerras contra Kasanje, especialmente em 1634-35. Em 1639 ela recebeu uma missão de paz portuguesa que não conseguiu um tratado, mas restabeleceu as relações entre ela e os colonizadores. Quando os holandeses tomaram Luanda em 1641, Njinga imediatamente enviou embaixadores para fazer uma aliança com eles. Durante estes anos, mudou a sua capital de Matamba para Kavanga, onde conduziu operações contra os portugueses. Embora as forças do Dongo tenham obtido uma vitória significativa sobre os mesmos na Batalha de Combi em 1647, quase forçando-os a abandonar o país e sitiar sua capital do interior, Massangano, uma força de alívio portuguesa liderada por Salvador de Sá em 1648 que expulsou os holandeses e forçou Ginga a regressar a Matamba. Embora mantivesse uma capital simbólica em Quindonga, uma ilha do rio Cuanza onde ela e o seu antecessor governaram, a verdadeira capital era a vila de Matamba (Santa Maria de Matamba). Ginga havia sido batizada como Ana de Sousa enquanto estava em Luanda em 1622 e em 1654 ela iniciou aberturas de paz em Portugal.
Ginga esperava ter uma relação pacífica com Portugal que lhe permitisse estabelecer o seu reino e determinar um sucessor, visto que não tinha filhos. Aliou-se estreitamente com uma família aparentada, cujo líder João Guterres Ngola Kanini se tornou um de seus mais importantes conselheiros. Ela também estava ansiosa para remover as forças Imbangala, lideradas por Ginga Mona, de seu exército e colocá-las sob seu controle direto. Por isso ela também procurou se reconciliar com a Igreja Católica. Essa estratégia deu certo, ela assinou um tratado de paz em 1657 e os missionários capuchinhos italianos começaram a trabalhar em suas terras. Eles consideraram Ginga em seus últimos dias como uma cristã modelo e milhares de súditos de Matamba foram batizados.
No entanto, a reintegração na comunidade cristã não resolveu seus problemas e ainda havia questões preocupantes de sucessão. A igreja recusou-se a reconhecer um casamento dinástico entre João Guterres e sua irmã Bárbara, porque Guterres tinha uma esposa no forte português de Ambaca, de onde havia estado prisioneiro. Da mesma forma, embora os cidadãos não-cristãos Imbanagala permitissem que Ginga alterasse alguns de seus costumes, o poder de Ginga Mona não era controlado no exército.

### Guerra Civil de Matamba
Após a morte de Ginga, eclodiu um período de tensão, pontuado pela guerra civil. Bárbara sucedeu a Ginga, mas foi morta por forças leais a Ginga Mona em 1666. João Guterres conseguiu expulsar temporariamente a Mona em 1669, mas foi derrotado e morto em 1670. Ginga Mona governaria o reino até o filho de João Guterres, Francisco, ser deposto e executar Ginga Mona em 1680, tornando-se seu gobernante.

#### Batalha de Katole
Em 1681, Francisco envolveu-se numa guerra com o reino vizinho de Cassange, na qual procurava promover os interesses de um dos candidatos ao trono do reino. Os portugueses intervieram nesta guerra e invadiram Matamba com uma força de mais de 40.000 soldados, a maior força militar que Portugal chegou a mobilizar em Angola. O exército penetrou em Katole, onde Francisco lançou um ataque bem sucedido ao amanhecer em 4 de setembro de 1681, infligindo pesadas baixas ao exército português. No entanto, as forças Imbangala no exército português conseguiram endurecer a resistência e, na batalha que se seguiu, Francisco e vários dos seus parentes foram mortos. O exército português, tendo sofrido pesadas perdas, retirou-se para Ambaca e depois para Massangano.

### Reinado de Verónica I
Francisco Guterres foi sucedido por sua irmã Verónica I Guterres Kandala Kingwanga, cujo longo governo de 1681 a 1721 consolidou o controle da dinastia Guterres e criou um precedente duradouro para governantes femininas. Verónica era aparentemente uma cristã devota, mas também uma crente fervorosa na independência de Matamba. Para evitar outra invasão portuguesa, Verónica enviou a Luanda uma embaixada que negociou um tratado de paz, assinado em 7 de setembro de 1683. Nele, aceitou a vassalagem nominal, concordou em devolver prisioneiros portugueses tomados na batalha de Katole, permitiu que missionários entrassem no país e permitiu aos agentes portugueses a passagem livre pelas suas terras. Ela também concordou em reconhecer a independência de Cassange e renunciar a todas as reivindicações sobre o país ainda pagar 200 escravos durante 4 anos como compensação.
Verónica, no entanto, não se intimidou de verdade e, em poucos anos, estava promovendo reivindicações como Rainha de Dongo e Matamba que rivalizavam com suas predecessoras Ginga. No processo de fazer valer suas reivindicações, ela foi atraída para guerras com Portugal em 1689 e novamente em 1692-3. Ela também procurou algum tipo de aliança com o Congo em 1706. Essas guerras e os ataques entre as principais operações levaram a um sério despovoamento nas bordas ocidentais de seus domínios.
Verónica parecia ansiosa por restabelecer uma missão cristã no país, abandonada após a morte de Ginga e a guerra civil que se seguiu. No entanto, apesar de suas várias súplicas, a missão não foi restabelecida.

### Invasão Portuguesa
Quando Verónica morreu em 1721 foi sucedida pelo filho Afonso I Álvares de Pontes. Durante o seu reinado, o distrito de Holo ao norte separou-se de Matamba para formar o seu próprio reino e ainda estabeleceu relações com Portugal. Como resultado das tentativas de Matamba de impedir a secessão e o comércio português com a província rebelde, as relações entre Matamba e a colônia portuguesa se deterioraram.
Ana II (Ana I era a Rainha Ginga porque Matamba aceitou os nomes cristãos dos antigos governantes e da sua dinastia), que chegou ao poder em 1741, enfrentou uma invasão portuguesa em 1744. A invasão de Matamba pelas forças portuguesas em 1744 foi uma das maiores. operações militares no século XVIII. No decurso do ataque, o exército de Matamba infligiu uma grave derrota aos portugueses, mas, apesar disso, um remanescente do exército conseguiu chegar à capital Matamba. Para evitar uma longa guerra e fazer com que se retirassem, Ana II assinou um tratado de vassalagem com Portugal que renovou pontos concedidos por Verónica em 1683. Enquanto o tratado permitia a Portugal reivindicar Matamba como vassalo, abrindo o comercio de portugueses na região, o governo obteve cada vez menos poder.
Ana II (Assim como Verónica I) estava interessada em desenvolver Matamba como um reino cristão, enviando cartas rotineiras ao prefeito capuchinho do Congo e Angola ou às autoridades portuguesas solicitando a vinda de missionários e estabelecer bases permanentes em seu país. Embora o país tenha sido visitado por missionários de Cahenda e também dos Carmelitas Descalços, uma missão permanente nunca foi estabelecida.

### Fragmentação
Com a norte de Ana II em 1756, estourou-se uma nova guerra civil entre os candidatos rivais ao trono, durante a qual Verónica II governou brevemente por um tempo, mas ela foi derrubada em 1758, deixando Ana III no trono.
Ana III foi por sua vez foi deposta por Kalwete ka Mbandi, um líder militar. Kalwete venceu a guerra e foi batizado como Francisco II ao assumir o trono. No entanto, duas das filhas de Ana, Kamana e Murili, escaparam da guerra civil, refugiaram-se na antiga capital de Dongo nas ilhas Quindonga e resistiram com sucesso às tentativas de Francisco II de as expulsar. A partir desta base, a Rainha Kamana criou um reino rival e em 1767 tentando, sem sucesso, obter ajuda portuguesa contra o seu rival. Enquanto o governador português da época, Francisco Innocencio de Sousa Coutinho, lhe concedia asilo e instruía os seus funcionários a respeitarem a ela e a sua posição, não era favorável à intervenção direta nos assuntos da zona oriental da zona portuguesa.
O filho e sucessor de Camana, Andala Camana, conseguiu acabar com a divisão do país, recuperando com sucesso a capital e sendo coroado rei de Matamba por volta de 1810.